# ケロロ小隊
ケロロ小隊（ケロロしょうたい）は、吉崎観音原作の漫画『ケロロ軍曹』および、それを原作とするアニメ版などの作品に登場する架空のグループである。
本稿ではアニメ版に登場したケロロ小隊のコピーロボットについても記述する。

## 概要
主人公であるケロロ軍曹を隊長とし、タママ二等兵・ギロロ伍長・クルル曹長・ドロロ兵長の隊員で構成される、ケロン星の軍隊「ケロン軍」の小隊の一つ（ただし地球の陸軍の小隊とは異なり、分隊もしくはそれより小さい組に相当する規模だが、編制が異なる）。そのほかオペレーター的な位置づけのアルバイトとしてアンゴル＝モアがいる。
正式な名前は「ガマ星雲第58番惑星 宇宙侵攻軍特殊先行工作部隊」であるが、アニメ第51話においてケロロ上司が「宇宙侵攻軍特殊工作部隊」とも称していることから「先行隊」などとも呼ばれる。ケロン軍におけるランクは「F級」。ケロン軍本部では「K-66X5-2301V3小隊」と呼ばれている。ケロン軍内の「第三宇宙侵略軍」に所属している。
日向家の地下に前線基地を設けている。各隊員は全員誰かの家に居候しており、作戦会議時や実行の際はそれぞれ各地からケロロの居候先である日向家に向かってやって来る。

## 活動内容

### 地球侵略
ケロロ小隊の基本活動は、地球侵略である。小隊の戦闘能力、総じて個々隊員の戦闘能力は（ケロロも含めて）極めて優秀。ただし、個々のステータスを十分に活かしきれていないことに加え、隊長であるケロロの半端な指示内容が相まって、侵略活動が達成されることはなく、毎度侵略を決行しては日向夏美を主とする地球人たちに作戦を阻止されるのがお約束。それどころか地球人の側に立って協力してしまうこともある。
侵略が進まない原因としては、隊員ごとに侵略に対する見解が異なることや、地球文化や特定の地球人に対する思い入れが強く介在することで、思い切った行動に踏み切れない実態があり、さらにはそれらをまとめることのできない隊長・ケロロの統率力の無さが挙げられる。
また、地球が特殊な環境下にあることも大きな理由のひとつである。辺境とはいいながら、地球は古来より宇宙人が少なからず訪れるも決して過度の干渉を行わずその発達を見守ってきた星であり、現在では様々な目的を持った宇宙人が多数共存している。その中にはケロン人に対抗し地球侵略を目論む敵性種族や、それらの侵略行為から地球を守ろうとするヒーローも含まれているため、ケロン軍がいかに強大であろうと、こと地球においては絶対的な優位を持っている訳ではない。
また、地球における宇宙人の動向には、強い権力を持つ宇宙警察が目を光らせている。また、侵略行為は宇宙法の規定により細かく規制されており、これに触れれば厳しい処分を課せられるため、強引な武力制圧も困難な状況にある。
要は、地球侵略を成功させるためには、地球の社会や環境を壊さず、他の宇宙人をうまく出し抜き、なおかつ宇宙法にも抵触しない作戦が求められ、さらには日向家及びその四方の風といった強力な地球人をも制する必要があり、いかに優秀な人材を集めたとはいえ、小隊の規模ではいささか荷が重過ぎるきらいもある。
理由や状況はどうあれ、敵性種族はもちろん同軍であるガルル小隊やゲリリ少佐の侵略活動を阻止しており、実質的には地球を護る立場にいることもしばしばである。

### 書類提出
侵略活動以外には、侵略ノルマが設定されていたり、課題が用意されていたりと、重要書類の提出がある。夏と冬に宿題も存在し、締め切りに遅れると本部より恐怖のペナルティが課せられる。また隊長であるケロロには毎月内職として造花・傘貼り・袋貼りのノルマが課せられており、これも締め切りに遅れると3倍増しになるというペナルティがある。

## 略歴
当初、彼らは先行工作部隊であったが、彼らを残し軍本隊が撤退したため、実質的に地球侵略はケロロ小隊にのみ任されている。
隊員の5人はしばらくばらばらの状態であったが、徐々にケロロの元へ合流、日向家に築いた地下秘密基地を拠点に活動を開始する。
物語開始初期こそ地球侵略の実行数は多くあったが、数々の失敗と地球の長期間の滞在によって地球侵略の実行日数は瞬く間に減っていく。それを見かねた軍は、大幅な侵略活動の遅れを感じ取り、ガルル小隊を派遣し更迭を匂わせる。梃入れを試みたが、その記録で目の当たりにした夏美の戦闘力と冬樹の知略に恐れをなし、当分はケロロ小隊に地球侵略を任せることを決意する。
アニメ版ではその後、ケロロたちの「勝手な慰安旅行」を引き金に175日を期限とする侵略カウンターを設置し、期限内に侵略が完了しなければケロロ小隊を撤退させ、カウンターに内蔵されたキルルに地球を滅亡させるという強硬な処置をとる。ただしこの処置は、第129話にてカウントダウン前にキルルが出現してしまったこと等によってやむやになり、結局ケロロ小隊が引き続き地球侵略の任に当たることになる。
原作ではガルル小隊が撤退して数十年後、侵略本隊であるケロロ第弐小隊として新ケロロが地球に配属される。しかし、新米兵かつ実践経験のない若者ということもあり、直接的な侵略権限はケロロ小隊に委ねられる形となっている。
なお、ケロロ小隊が地球へ正式配属となったわけは、地球到着直前の宇宙船「グランドスター」内で起こった騒動によるもので、元総司令官のオババが一連の出来事に対して「ペコポン建築に興味を持ち、すぐさま潜入する行動力と好奇心」「発見されても見事に誤魔化す機転の利く隊長」「まだ二等兵ながら根性とパワーのある部下もいる」と評価したことがきっかけとされている。
原作第226話では、侵略開始の3年前に偵察機「バトラコス」を地球に送り込んでの偵察任務を行うなど、先行工作部隊の名に恥じない行動も行っていたことが明かされた。

## 優位点
作中でのケロロ小隊は、ケロン星で知らない人がいないほど非常に有名な部隊という設定であり、ケロン星での活躍報道・小隊への応援の手紙・本星でのケロロ小隊のグッズ販売など多岐にわたり地球征服を期待されている。その現状に配慮してか大部分侵略が進んでいるような報道の捏造が行われており、ガルル小隊との対戦後にはタルルが軍内で「強くてかっこよい」という評判を流し、より過度な期待が向けられ、ケロン軍幼年訓練所の子供たちも隊長であるケロロを憧れの目で見るなどさらに拍車をかけている。
『ケロロ軍曹大百科であります！』のQ&Aコーナー内の質問の1つ「ケロロ小隊で一番男前なのは誰？」という質問に対して、作者の吉崎は「ドロロは本国で密かにモテてたっぽいかな？」と答えていることから、ケロン星で最も人気なのはドロロであるとされている。なお、一番のおしゃれさんは"タママ"、一番のへっぽこは"ケロロ"とのこと。
地球人からは概ね「悪の組織」や「敵」として見られることの方が多い。ただし一部の人（アニメ版のダソヌ☆マソ・ダソヌ☆マリ・月神散世など）からは「お笑い芸人」と間違って認識されていることもある。

## 隊員
ケロロ軍曹
- 声 - 渡辺久美子

隊長。
タママ二等兵
- 声 - 小桜エツ子

突撃兵。
ギロロ伍長
- 声 - 中田譲治

機動歩兵。
クルル曹長
- 声 - 子安武人

作戦通信参謀。
ドロロ兵長
- 声 - 草尾毅

暗殺兵。現在の名前は地球に来てからケロロたちと合流するまでに変えたもので、それまでは「ゼロロ」という名だった（階級は当時から兵長だった）。

### 一時的な隊員
プルル看護長
- 声 - 雪野五月

看護兵。
アニメ第157話で、小隊の健康管理のため一時的に編入。その後、秘密基地に設けてあった保健室のような病室を仕事場とし、さらにはアニメ262話では寝室までもらった。
ジョリリ
- 声 - 菅原淳一

アニメ第271話Aパートで一時的にケロロ小隊に配属。ジョリリがラーメン屋の行列と間違えてケロン軍入隊希望者の行列に並んでしまい、ケロン軍に登録されてしまったことによる。軍でこの間違いが判明し、すぐさま除隊された。この時はタママの部下として配属されたことから階級は新兵となっていた。
ゲリリ少佐
- 声 - 堀川りょう

アニメ284話でケロロに代わり隊長となったが、自分の利益だけを考え小隊メンバーを物のように扱う台詞をクルルが録音、それが本部にて問題となり更迭され、ケロロに指揮権が戻る。

### 隊員同士の合体
アニメ295話Aパートで登場。『仮面ライダーW』などのパロディとなっている。一人称と喋り方、語尾が隣と入れ替わることがある。
ケロタマフォーム
ケロロとタママが合体した姿。スーパータママインパクトを放ち、結果的に夏美のハンバーグ調理を手伝ってしまう。
ケロギロフォーム
ケロロとギロロが合体した姿。風と炎を使い、またもハンバーグ調理を手伝ってしまう。原作第28話・アニメ第15話Bパートでも偶発的に誕生。
ケロクルフォーム
ケロロとクルルが合体した姿。カレーにハンバーグをプラスし、カレーハンバーグにする。
ケロドロフォーム
ケロロとドロロが合体した姿。多重影分身の術を使い、家事を行う。
タマギロフォーム
タママとギロロが合体した姿。二人の嫉妬のパワーにより、スーパー嫉妬玉を使用する。
クルドロフォーム
クルルとドロロが合体した姿。トラウマと陰湿の力で、陰鬱な雰囲気を醸し出す。
最強合体ケロン人
タマギロフォームとクルドロフォームだけが合体するはずが、合体中にケロロが飛び込んだため、足だけケロロとなってしまう。

### 細かな順位いろいろ
年齢順
ケロロ・ギロロ・ドロロ（10500歳）→クルル（6000歳）→タママ（3000歳）
階級順
クルル（曹長）→ケロロ（軍曹）→ギロロ（伍長）→ドロロ（兵長）→タママ（二等兵）
- 階級はクルルが一番上だが、あくまで技術士官であることや「隊長の素質」を持っているのがケロロであるために、隊長は軍曹のケロロである。

## 関連するグループ
ケロロ小隊特別臨時遊撃隊
原作第99話・アニメ第133話で登場したタママとモアから成るグループ。
冬樹とケロロ小隊（タママを除く）がアリサに連れて行かれた際、タママとモアが臨時で結成をした。ヤミ属性と称されたタママがネブラにとって無敵であるため実質意味はなかったが、モアのハルマゲドン未遂によりケロロ小隊は救出された。
アニメ版ではサブローと夏美が追加メンバーとして加入しており、タママとモアが捕えられた後、冬樹の機転によりアリサの石化能力を鏡で跳ね返したことにより救出されたため、このグループ自体は実質的な成果が得られていない。
クルル小隊
原作第110話で、ケロロに隊の秩序を乱したという理由で「除隊もやむなし」と通告されたクルルが突如離反を表明して結成した現地（地球）人部隊。
部隊員は夏美・冬樹・桃華・小雪の4人であり、全員メイド服を着用し小雪と夏美は銀盆を武器の一つとしている。なお、彼らは腰に付けられたバッジによって操られており、それを破壊すれば洗脳は解ける。
もともと高い戦闘力（冬樹の場合は知略）を持っているメンバーで構成されているため、対戦したケロロたちは苦戦させられてしまう。だが、この反逆には別の目的が隠されていた（詳細はこちらを参照）。
66小隊
P-0K0PEN INVETに登場する小隊。
セミ小隊
アニメ281話で登場。クルルが開発したセミコンバーターによってセミの姿になったケロロ小隊。サナギの状態から成虫へ「キャストオフ」「チョーリキショーライ」の掛け声で羽化する。

## ケロロ小隊のコピーロボット
コピーロボットには3種類ある。いずれもアニメ版のみに登場する。

### アニメ第57話のコピーロボット
ケロロが侵略会議をサボって遊園地に『超精神ジャバライザー』のショーを見に行くためにクルルに作ってもらったコピーロボット。額の星が赤色ではなく青色であるので判別可能である。「それはただいまレポート作成中であります」と何度も言ったためギロロに怒られて投げ飛ばされた結果壊れてしまった。故にこのバージョンはケロロのものしか存在しない。

### アニメ3rdシーズン以降のコピーロボット
初登場は第104話Aパート。このコピーロボットは明らかに本物と違うのだが、ケロロ小隊とナレーター以外はなぜか誰も気づかない。

#### 本物との相違点
- ケロロ小隊の5人は全員、足のつま先と目の形状が異なる[注 9]。
- 目の形状がコピーロボットは角ばっているのに対して、本物は丸い[注 10]。
- 共鳴の音階が定まっていない。そのうえ不協和音である。
- ケロロのコピーロボットは鳴き声が「ゲロゲロ…」ではなく「ケロケロ…」である。
- タママのコピーロボットは語尾が「ですぅ」ではなく「でしぃ」である[注 11]。
- ギロロのコピーロボットは語尾に「だぜ」が付く。
- クルルのコピーロボットは帽子の形状が異なる。さらに、笑い方も「ク〜ックックックッ」ではなく「クク〜ックックッ」である（太字部分はアクセント）。
- ドロロのコピーロボットはトラウマを一切感じない[注 12]。さらに、第130話では語尾が「ござる」ではなく「ごじゃる」または「ごじゃります」になっている。
- 冬樹のコピーロボットはアホ毛が2本になっている。
- 夏美のコピーロボットはツインテールが縦ロールになっている。
- モアのコピーロボットは髪の分け目が左右逆になっている。

#### 劇中での経緯
第104話Aパートでは侵略モード・家事モード・休憩モードの3つのモードがあった。ケロロたちが慰安旅行に行く際、コピーロボットを家事モードにして留守番役をさせるつもりだったのだが、間違えて侵略モードにセッティングしたため暴走していた。
第130話Aパートではクルルが侵略モードを削除し家事手伝いモードに最適化を図ったものの、コピーロボットたちが強い自我を持つようになり全く融通がきかなくなりやはり自己暴走し始めた。更に同話Bパートではガルル小隊と死闘を繰り広げたが、ガルル小隊もまたコピーロボットを本物のケロロ小隊だと最後まで勘違いしていた。しかし戦闘後のガルル小隊を見ると、ガルルだけはケロロたちがコピーロボットと気付いていた様子だが、「勝って兜の尾を締めよ」を部下たちに学ばせるために黙殺した。さらにコピーロボットが非常に強かったためガルル小隊は自分たちがおごり高ぶっていたと自覚し、ケロロ小隊のもとへ行って自分たちに活を入れてくれたことを感謝するという事態が起こった。もちろん当のケロロ小隊には身に覚えがないため、ガルル小隊が自分たちに会いに来た理由が全くわからなかった。130話から初登場したプルル看護長はケロロのコピーロボットと戦った。
第182話Bパートでは3度目の登場を果たしており、ケロロ小隊は「相手そっくりに化けて本物と入れ替わる」という侵略作戦を立てたが、ロボットの暴走によりタママ以外の本物は全員基地に閉じ込められてしまう。この回では冬樹・夏美・モアのコピーロボットも登場し、さらに全コピーロボットが相違点を排して本物とまったく同じ姿で登場している。タママのもののみ初めは以前と同じような外見で登場したが、能力比べに勝った後はタママと完全に同じ外見になり、背中のスイッチすらも見えない状態になった。
第193話Aパートではクルルのコピーロボットのみ登場。クルルが初詣に行くことを面倒がり、代わりに「初詣モード」に設定したコピーロボットに行かせた。なお、この回では他に「昼寝モード」というモードも存在していたが詳細は明かされていない。
第260話Bパートの『ケロ0』では、ケロロ小隊のうちタママ以外の4人のコピーロボットが登場。時系列上ではこちらが本当の初使用であり、地球侵略前のパレードにケロロ・ギロロ・ゼロロ（後のドロロ）がいなかったと知り、クルルが自身のコピーロボットとケロロら3人のコピーロボットを用意し、パレードに参加させた。
第346話Bパートではケロロのコピーロボットのみ登場しており、超空間ゲートの事故によりケロロの肉体が形を失い、魂のみの状態になってしまったケロロがこれを利用し、とある経緯により自分の心が蹂躙されたことに対する復讐として夏美を精神的に追い詰めた。コピーロボットは、夏美を不憫に思ったギロロが「ケロロが肉体を失ったというのは作り話であった」という嘘を作り上げる目的で、ケロロ小隊のメンバーとともに用意したものとして登場した。

### アニメ217話Aパートのコピーロボット
正確にはケロロ小隊の所有するロボットではなく、ケロロたちが訓練所時代に使ったものである。ゼロロが父親に買ってもらった市販品で、スイッチである鼻が緑色になっており、本物との差異はその鼻と体色が少し濃いことだけである。また、人工知能のレベルが低いため、単純な作業しかできない。